# An Antane Kapesh
An Antane Kapesh (née le 21 mars 1926 dans la forêt près de Kuujjuaq au Québec, et décédée le 13 novembre 2004 à Sept-Îles) est une écrivaine et militante innue francophone. Elle est la première femme innue à avoir publié des livres en français et en innu-aimun au Canada. À travers ses écrits, elle évoque de nombreux évènements historiques et socio-politiques liés aux enjeux autochtones. Son essai autobiographique, Eukuan nin matshi-manitu innushkueu / Je suis une maudite Sauvagesse est considéré comme un des textes fondateurs de la littérature autochtone francophone.

## Biographie
An Antane Kapesh nait le 21 mars 1926 dans la forêt près de Kuujjuaq,,. Elle mène une vie traditionnelle de chasse et pêche jusqu'à la création de la réserve de Maliotenam, près de Sept-Îles, en 1953,. Elle se marie en 1943, de cette union naissent neuf enfants. Kapesh quitte la réserve pour s’établir à Schefferville en 1956. Elle est cheffe du conseil de bande de Matimekosh, près de Schefferville, de 1965 à 1967,,.
Elle n'a pas fréquenté le système d'éducation public, ayant reçu une éducation traditionnelle par sa famille,,. L’expérience de ses enfants à l’école publique a, entre autres, inspiré ses écrits pour dénoncer la scolarisation publique forcée des enfants autochtones, l’éclatement des familles et la sédentarisation qu’elle a engendrée, qu’elle décrit comme une véritable entreprise de destruction culturelle, ainsi que l’acculturation blanche et les pensionnats,. C’est à l’âge adulte qu’elle a appris à écrire en innu afin de défendre l’histoire et la culture de sa communauté. La question de la violence de l’éducation blanche forcée et de la revalorisation de l’éducation et des langues autochtones occupant une place importante dans ses écrits.
En plus d’avoir publié deux ouvrages, Kapesh a également signé des textes dans des revues comme Rencontre et Recherches amérindiennes au Québec,.
Elle meurt au mois de novembre 2004 à l'âge de 78 ans.

### Eukuan nin matshi-manitu innushkueu / Je suis une maudite Sauvagesse
En 1976, Kapesh publie un essai autobiographique intitulé Eukuan nin matshi-manitu innushkueu / Je suis une maudite Sauvagesse. Il parait en innu-aimun avec une traduction française de José Mailhot. Témoignage politique, sa parution coïncide avec un mouvement nord-américain d’affirmation autchtone,. Partant de son « expérience personnelle et familiale des systèmes scolaire, juridique et policier qui régissent la vie innue au quotidien », elle s'adresse directement aux Blancs, et y défend la culture innue en l'opposant à la leur. Elle y dénonce, entre autres, la violence coloniale, et l'appropriation territoriale, ainsi que « les impacts négatifs de l'éducation blanche, le racisme, la législation de la chasse et de la pêche,  [...] l'image des Autochtones dans les médias, la consommation d'alcool, les abus et les dérives de la police, et les problèmes de logement,,. » Toujours en préservant son identité propre, elle fait preuve d'innovation par ses descriptions des personnages de la réalité et par ses nombreuses interrogations. Méfiante de la tradition écrite, son essai contient de nombreux éléments qui trouvent leur source dans la tradition orale innue, « Kapesh considérant la transmission orale comme une source bien plus fiable que la transmission écrite,, » .  Selon José Mailhot, traductrice du texte original en innu-aimun, « les accusations envers le “Blanc” sont énumérés chaque fois à coup de répétitions, comme un “mantra” [...]. Elle répète toujours, et c'est voulu. C'est sa façon d’écrire. » L’essai est adapté au théâtre en 2021 dans le cadre Festival TransAmériques, par le metteur en scène wendate Charles Bender. Le texte, adapté en innu de Pessamit avec des surtitres en français et en anglais, est livré par la poétesse et actrice innue Natasha Kanapé Fontaine,. Afin de rendre l'essence de l'essai de Kapesh, Bender a « plutôt imaginé une mise en scène sobre, à la froideur des dispositifs instaurés par les multiples commissions qui recueillent des témoignages sur divers dossiers autochtones. » 

### Tante nana etutamin nitassi / Qu’as-tu fait de mon pays?
En 1979, Kapesh publie un deuxième livre, Qu'as-tu fait de mon pays? À travers l'histoire d'un enfant (le peuple autochtone) et des Polichinelles (les Blancs), elle brosse un portrait symbolique et saisissant de la dépossession,. Elle y met en scène un enfant innu vivant en forêt avec son grand-père, qui lui transmet les savoirs traditionnels. Avec l’arrivée des Polichinelles, l’enfant est dépossédé de son territoire, manipulé, envoyé de force à l’école, et ne se fie plus à l’éducation de son grand-père  Ce conte philosophique est découpé en cinq parties reproduisant chacune des étapes de la dépossession : description du territoire, pratique des activités traditionnelles, arrivée des Blancs et exploitation des terres, sédentarisation et tentatives d'assimilation et, finalement, révolte et énonciation des nouvelles conditions du dialogue culturel. Dans chacune des séquences du livre, l'enfant, lors de ses nombreuses aventures et à travers ses rencontres, se soumet aux Polichinelles et tente, en vain, de comprendre ce qu'il lui arrive. Kapesh tente ainsi de démontrer l'impuissance des Innus face à l’appropriation de leur territoire, à l'exploitation de leurs ressources et aux tentatives d'assimilation par les Blancs.
Le récit est adapté pour la scène par Kapesh et José Mailhot en 1981, et la pièce est jouée à Montréal par l’Atelier de la Nouvelle Compagnie théâtrale.

### Réédition et traductions des œuvres de Kapesh
En 2019, à l’initiative de la romancière innue Naomi Fontaine, la maison d’édition Mémoire d'encrier entreprend la réédition des œuvres d'An Antane Kapesh pour un plus vaste public,. José Mailhot entreprend aussi un travail sur la traduction avec un orthographe innu-aimun davantage standardisé. « Lorsqu’elle écrit Je suis une maudite Sauvagesse, ce n’est ni de la témérité ni de l’arrogance. Elle pèse le poids de ce regard porté sur elle, sans baisser les yeux. Car elle sait, ce que nous avons oublié, nous les héritiers du Nord, elle sait la valeur de sa culture. Elle n’est pas colonisée. Je n’avais jamais rien lu de tel avant. »  La réédition de Eukuan nin matshi-manitu innushkueu / Je suis une maudite Sauvagesse est finaliste au prix Mémorable des Librairies Initiales 2020. La traduction anglaise par Sara Kenzi, I Am a Damn Savage; What Have You Done to My Country? s’est quant à elle mérité le prix de la traduction de la fondation Cole en 2021.
Kapesh a milité pour que sa communauté puisse connaitre la vie d'avant les réserves, notamment en écrivant des livres pour enfants en innu. Bien que dénonçant la culture blanche dominante et assimilatrice, elle a préconisé le dialogue pour revitaliser les communautés autochtones, et espérer une forme de réparation possible à travers, notamment, leurs prises de parole et l’enseignement public offert en langues autochtones. Elle est une source d'inspiration pour des écrivains innus des générations suivantes, telles que Joséphine Bacon, Natasha Kanapé Fontaine et Naomi Fontaine,,,. Pour Marie-Andrée Gill, « réinscrire la parole d’An Antane Kapesh dans l’histoire littéraire du Québec est un acte décolonial et même révolutionnaire dans la littérature québécoise ». En 2020, elle fait partie de la liste des « 40 autrices racisées et autochtones à lire » de la revue Lettres québécoises.

## Œuvres

### Essais
- An Antane Kapesh (trad. José Mailhot), Eukuan nin matshi-manitu innushkueu [« Je suis une maudite Sauvagesse »], Montréal, Leméac, 1976, 238 p. (ISBN 0776194585)
  - An Antane Kapesh (trad. José Mailhot, préf. Naomi Fontaine), Eukuan nin matshi-manitu innushkueu / Je suis une maudite Sauvagesse, Montréal, Mémoire d'encrier, 2019, 216 p. (ISBN 9782897126421)

### Récits
- An Antane Kapesh (trad. Kateri Lescop, Daniel Vachon, Georges-Henri Michel, Philomène Grégoire-Jourdain et José Mailhot), Tanite nene etutamin nitassi? [« Qu’as-tu fait de mon pays? »], Sept-Îles, Éditions Impossibles, 1979, 93 p. (ISBN 2891540018)
  - An Antane Kapesh (trad. José Mailhot, préf. Naomi Fontaine), Tante nana etutamin nitassi / Qu’as-tu fait de mon pays?, Montréal, Mémoire d'encrier, 2020, 90 p. (ISBN 9782897127091)

### Traductions
- An Antane Kapesh (trad. Sara Kenzi), Eukuan nin matshi-manitu innushkueu / I am a damn savage ; Tanite nene etutamin nitassi? / What have you done to my country?, Waterloo, Wilfrid Laurier University Press, 2020, 316 p. (ISBN 9781771124089)

### Anthologies
- Tracer un chemin : Meshkanatsheu / Écrits des Premiers peuples, Wendake, Hannenorak, 2017 (ISBN 9782923926254), p. 22-26, 91, 115-118 et 143-144

## Prix et honneurs
- 2020 - Finaliste Prix Mémorable des Librairies Initiales pour Eukuan nin matshi-manitu innushkueu / Je suis une maudite Sauvagesse[17]
- 2021- Prix de traduction de la Fondation Cole de la Quebec Writers' Federation (Sarah Henzi), pour I Am a Damn Savage; What Have You Done to My Country?[18]

## Adaptations
En 2021, l'essai autobiographique Eukuan nin matshi-manitu innushkueu / Je suis une maudite Sauvagesse est adapté pour le théâtre au Festival TransAmériques. Mis en scène par Charles Bender, la pièce est interprétée en innu par Natasha Kanapé-Fontaine et surtitrée en anglais et en français. La pièce est montée comme si l'interprète se trouvait « devant une salle de vieux hommes blancs conservateurs voulant qu’elle se sente intimidée et qu’elle ne soit pas capable de livrer son témoignage ».